# Alexander Bak
Alexander Heidenheim Bak (* 16. Januar 1991 in Hørsholm) ist ein ehemaliger dänischer Basketballspieler.

## Werdegang
Ab 2008 spielte Bak für die Hørsholm 79ers in der ersten dänischen Liga. 2013 wechselte er zum Falcon Basketball Klub und erreichte dort als Leistungsträger einen Mittelwert von 13,3 Punkten je Begegnung, ehe er zur Saison 2014 zum Team FOG Næstved ging. Auch dort war er Stammspieler, im September 2016 nahm er ein Angebot der Svendborg Rabbits an, nachdem er zuvor mit einem Wechsel ins Ausland geliebäugelt hatte. Diesen vollzog Bak dann nach einer Saison in Svendborg.
Er spielte 2017/18 beim spanischen Drittligisten Óbila CB. In Folge seiner Rückkehr nach Næstved ging der Däne wieder nach Spanien, diesmal in die vierte Liga, stand bei Union Linense Baloncesto, dann abermals beim Óbila CB und im Herbst 2021 kurzzeitig erneut bei Union Linense Baloncesto unter Vertrag.

### Nationalmannschaft
Bak war dänischer Jugend- und A-Nationalspieler, trat mit der Auswahl seines Landes unter anderem in der EM-Qualifikation an. Er kam auf 18 A-Länderspieleinsätze.